# 立花村 (岩手県)
立花村（たちばなむら）は、1953年（昭和28年）まで岩手県和賀郡にあった村。現在の北上市黒岩・平沢・湯沢および立花（村の廃止以前に黒沢尻町へ編入済）にあたる。

## 地理
- 河川：北上川

## 沿革
- 1889年（明治22年）4月1日 - 町村制施行にともない、立花村・黒岩村・平沢村・湯沢村の計4か村が合併して新制の東和賀郡立花村が発足。
- 1897年（明治30年）4月1日 - 郡の統合により東和賀郡と西和賀郡が合併し、和賀郡が復活[1]。和賀郡立花村となる。
- 1949年（昭和24年）4月1日 - 大字立花が黒沢尻町へ編入。
- 1954年（昭和29年）1月1日 - 残部が黒沢尻町に編入され廃止。

## 行政
- 歴代村長

| 代 | 氏名           | 就任               | 退任                       | 備考 |
| -- | -------------- | ------------------ | -------------------------- | ---- |
| 1  | 小田島勇七     | 1889年（明治22年） | 1892年（明治25年）         |      |
| 2  | 石橋弥兵衛     | 1892年（明治25年） | 1913年（大正2年）          |      |
| 3  | 小田島佐兵衛   | 1913年（大正2年）  | 1921年（大正10年）         |      |
| 4  | 小田島忠平     | 1921年（大正10年） | 1923年（大正12年）         |      |
| 5  | 小田島佐兵衛   | 1923年（大正12年） | 1925年（大正14年）         | 再任 |
| 6  | 及川佐吉       | 1925年（大正14年） | 1929年（昭和4年）          |      |
| 7  | 小田島清右ェ門 | 1929年（昭和4年）  | 1930年（昭和5年）          |      |
| 8  | 及川佐吉       | 1930年（昭和5年）  | 1931年（昭和6年）          | 再任 |
| 9  | 小田島喜左ェ門 | 1933年（昭和8年）  | 1934年（昭和9年）          |      |
| 10 | 小田島嘉平     | 1934年（昭和9年）  | 1936年（昭和11年）         |      |
| 11 | 菊本昌次       | 1936年（昭和11年） | 1940年（昭和15年）         |      |
| 12 | 小田島政蔵     | 1940年（昭和15年） | 1942年（昭和17年）         |      |
| 13 | 小田島保司     | 1942年（昭和17年） | 1946年（昭和21年）         |      |
| 14 | 多田貞蔵       | 1947年（昭和22年） | 1949年（昭和24年）         |      |
| 15 | 工藤大見       | 1949年（昭和24年） | 1953年（昭和28年）12月31日 |      |